# Drunkboat
Pour plus de détails, voir Fiche technique et Distribution.
Drunkboat est un film américain de Bob Meyer sorti en 2010.

## Fiche technique
- Titre original : Drunkboat
- Réalisation : Bob Meyer
- Scénario : Randy Buescher et Bob Meyer
- Musique : Marc Ribot
- Photographie : Lisa Rinzler
- Montage : Mario Battistel et Michael Rafferty
- Production : Steven A. Jones et Daniel J. Walker
- Société de production : Drunkboat Chicago LLC et Left Bank Films
- Pays :  États-Unis
- Genre : Drame
- Durée : 98 minutes
- Dates de sortie : 
  -  États-Unis : 8 octobre 2010 (festival international du film de Chicago), 13 juillet 2012

## Distribution
- John Malkovich (VF : Edgar Givry) : Mort
- John Goodman : M. Fletcher
- Jacob Zachar : Abe
- Brian Deneen : David
- Skipp Sudduth : Earl
- Jim Ortlieb : Morley
- Dana Delany : Eileen
- Steve Haggard : Moo